# Bodträskån
Bodträskån är en skogsälv i mellersta Lappland och Norrbotten i Jokkmokks och Bodens kommuner. Den är cirka 80 km lång inklusive källflöden. 

## Sträckning
Bodträskån uppstår där Nottjärnbäcken och Vuollaurebäcken från norr rinner samman cirka 5 km väster om Guldringheden i Jokkmokks kommun i Lappland. Därifrån rinner den i huvudsak österut mot norrbottensgränsen, med undantag för en skarp krök norrut runt Nunisberget. Väl i Norrbotten strömmar Bodträskån åt sydsydost mot Luleälven, där den mynnar vid Bodträskfors väster om Harads i Edefors socken, Bodens kommun. 
De viktigaste biflödena är Kvarnån (det största) samt Spikselån och Urstjärnälven, som alla mynnar ut i Bodträskån endast några kilometer före dess utlopp i Luleälven. Även Holmträskbäcken som mynnar i Bodträskån från höger redan vid Guldringheden i Lappland kan nämnas. 

## Flora och fauna
Domänverket planterar regelbundet (2004) in fisk i Bodträskån och biflödet Kvarnån.